# Club Can’t Handle Me
«Club Can’t Handle Me» — песня американского рэпера Флоу Райды при участии французского диджея Давида Гетта. Она была выпущена в цифровом виде на iTunes 28 июня 2010 года в качестве ведущего сингла с саундтрека к альбому Step Up 3D, а также включена в третий студийный альбом Флоу Райды Only One Flo (Part 1).
Песня возглавила чарты Ирландии, Польши, Португалии и Великобритании, а также вошла в пятёрку лучших хитов Австралии, Фландрии, Канады, Финляндии, Германии, Новой Зеландии и Нидерландов. В США песня достигла девятого места в Billboard Hot 100. К декабрю 2013 года в США было продано 3 миллиона копий песни. Музыкальное видео было снято в Лос-Анджелесе и снято режиссёром Марком Классфелдом.

## Информация о песне
«Club Can’t Handle Me» была написана Флоу Райдой, Кармен Ки, Касией Ливингстон, Майком Кареном, Дэвидом Геттой, Фредериком Ристерером и Джорджио Туинфортом. Флоу Райда поёт лирический вокал на протяжении всей песни. Автор песен Кармен Ки поёт бэк-вокал во время припева. Первоначально к Гетте обратилась звукозаписывающая компания Флоу Райды, которая спросила, согласится ли Гетта продюсировать песни для рэпера. Диджей, который часто играл «Low» Флоу Райды наряду с «Love Is Gone» (его собственное сотрудничество с Крисом Уиллисом), работая в клубах, согласился. Флоу Райда, который описал песню как «клубный гимн», сказал, что он всегда равнялся на Гетту и что они оба ценили более ранние работы друг друга. Премьера «Club Can’t Handle Me» состоялась на официальном сайте Флоу Райды 9 июня 2010 года. 28 июня того же года песня стала доступна для скачивания на iTunes. Песня рекламирует фильм Step Up 3D и является ведущим синглом его саундтрека. Песня занимает 5-е место в Топ-10 хитов Флоу Райды.

## Оценка
Ник Левин из Digital Spy дал песне 4 звезды из 5, написав: «'Club Can’t Handle Me' — потрясающая вечеринка — возможно, самая смешная [так] работа Гетты со времён 'I Gotta Feeling'. Конечно, тексты песен Флоу — это парад безумной бессмыслицы, как и сама концепция песни». Рецензент из Billboard дал песне положительный отзыв, назвав песню «заразительной» и заявив: «Гетта обеспечивает нарастающий ритм — мало чем отличающийся от такового для The Black Eyed Peas „I Gotta Feeling“ — в то время как Флоу Райда исполняет своего рода надежные тексты для вечеринок, которые ставят его на первое место».

## Живое выступление
14 июля 2010 года Флоу Райда исполнил эту песню во время The Tonight Show with Jay Leno. Он исполнил песню 2 августа на The Wendy Williams Show, 3 августа на Jimmy Kimmel Live! и 5 августа на So You Think You Can Dance. Песня также была включена в танцевальную программу для продвижения Step Up 3D на Late Night with Jimmy Fallon 13 августа. 9 сентября он исполнил её вживую на филиппинском варьете «ASAP XV».

## Клип
Клип на песню «Club Can’t Handle Me» был снят в Лос-Анджелесе Марком Классфелдом. Премьера состоялась 15 и 16 июля 2010 года на YouTube канала E! в программе «Daily 10». В тот же день он также был загружен на официальный аккаунт Флоу Райды на YouTube. Действие видео происходит во время «роскошной, экстравагантной клубной вечеринки», где Флоу Райда читает рэп перед толпой, в то время как Давид Гетта является диджеем. В нем также представлены сцены, взятые из фильма Step Up 3D. Флоу Райда сказала о видео: «Если вы когда-нибудь мечтали о самой большой вечеринке в своей жизни, „Club Can’t Handle Me“ определенно воплощает это. Много энергии. Много бриллиантов, ледяные скульптуры. Просто показываю атмосферу босса».

## Список композиций
| №  | Название                                               | Длительность |
| -- | ------------------------------------------------------ | ------------ |
| 1. | «Club Can't Handle Me» (Prod By David Guetta)          | 3:52         |
| 2. | «Fresh I Stay» (Prod By Raphael RJ2)                   | 3:05         |
| 3. | «Club Can't Handle Me» (Sidney Samson Remix)           | 6:04         |
| 4. | «Club Can't Handle Me» (Ridney Vocal Remix)            | 6:10         |
| 5. | «Club Can't Handle Me» (Felguk Remix)                  | 5:51         |
| 6. | «Club Can't Handle Me» (Manufactured Superstars Remix) | 5:15         |
| 7. | «Club Can't Handle Me» (David Guetta FMIF Remix)       | 4:54         |

| №  | Название                                      | Длительность |
| -- | --------------------------------------------- | ------------ |
| 1. | «Club Can't Handle Me» (Prod By David Guetta) | 3:53         |
| 2. | «Fresh I Stay» (Prod By Raphael RJ2)          | 3:05         |

## Чарты
| Чарт (2010—2011)                     | Высшая позиция |
| ------------------------------------ | -------------- |
| Австралия (ARIA)                     | 3              |
| Австрия (Ö3 Austria Top 40)          | 3              |
| Бельгия/Фландрия (Ultratop 50)       | 5              |
| Бельгия/Валлония (Ultratop 50)       | 4              |
| Канада (Billboard Canadian Hot 100)  | 4              |
| Чехия (Rádio — Top 100)              | 4              |
| Дания (Tracklisten)                  | 21             |
| Europe (European Hot 100 Singles)    | 4              |
| Финляндия (Suomen virallinen lista)  | 5              |
| Франция (SNEP)                       | 72             |
| Германия (GfK)                       | 4              |
| Венгрия (Dance Top 40)               | 2              |
| Венгрия (Rádiós Top 40)              | 2              |
| Ирландия (IRMA)                      | 1              |
| Израиль (Media Forest)               | 1              |
| Италия (FIMI)                        | 7              |
| Luxembourg Digital Songs (Billboard) | 3              |
| Нидерланды (Dutch Top 40)            | 2              |
| Нидерланды (Single Top 100)          | 10             |
| Новая Зеландия (Recorded Music NZ)   | 3              |
| Норвегия (VG-lista)                  | 7              |
| Польша (Polish Airplay Top 100)      | 1              |
| Польша (Dance Top 50)                | 26             |
| Russia (Top Radio Hits)              | 15             |
| Шотландия (OCC Scotland)             | 1              |
| Словакия (Rádio — Top 100)           | 8              |
| Испания (PROMUSICAE)                 | 4              |
| Швеция (Sverigetopplistan)           | 11             |
| Швейцария (Schweizer Hitparade)      | 3              |
| Великобритания (OCC UK Singles)      | 1              |
| Великобритания (OCC UK Dance)        | 1              |
| США (Billboard Hot 100)              | 9              |
| США (Billboard Adult Pop Airplay)    | 36             |
| США (Billboard Dance Club Songs)     | 23             |
| США (Billboard Hot Latin Songs)      | 27             |
| США (Billboard Hot Rap Songs)        | 12             |
| США (Billboard Pop Airplay)          | 7              |
| США (Billboard Rhythmic)             | 11             |

| Чарт (2013)             | Высшая позиция |
| ----------------------- | -------------- |
| Франция (SNEP)          | 72             |
| Венгрия (Single Top 40) | 4              |

| Чарт (2010)                          | Позиция |
| ------------------------------------ | ------- |
| Australia (ARIA)                     | 18      |
| Austria (Ö3 Austria Top 40)          | 14      |
| Belgium (Ultratop Flanders)          | 33      |
| Belgium (Ultratop Wallonia)          | 43      |
| Canada (Canadian Hot 100)            | 22      |
| Germany (Official German Charts)     | 31      |
| Hungary (Dance Top 40)               | 29      |
| Hungary (Rádiós Top 40)              | 26      |
| Ireland (IRMA)                       | 16      |
| Italy (FIMI)                         | 61      |
| Netherlands (Dutch Top 40)           | 9       |
| Netherlands (Single Top 100)         | 44      |
| New Zealand (RIANZ)                  | 24      |
| Romania (Romanian Top 100)           | 78      |
| Spain (PROMUSICAE)                   | 25      |
| Sweden (Sverigetopplistan)           | 43      |
| Switzerland (Schweizer Hitparade)    | 24      |
| Russia Airplay (Tophit)              | 97      |
| UK Singles (Official Charts Company) | 20      |
| US Billboard Hot 100                 | 40      |
| US Mainstream Top 40 (Billboard)     | 35      |

| Чарт (2011)               | Позиция |
| ------------------------- | ------- |
| Canada (Canadian Hot 100) | 77      |
| Hungary (Dance Top 40)    | 49      |
| Hungary (Rádiós Top 40)   | 16      |

## Сертификации
| Регион | Сертификация  | Продажи   |
| --- | ------------- | --------- |
| Австралия (ARIA) | 3× Платиновый | 210 000^  |
| Австрия (IFPI Austria) | Платиновый    | 30 000*   |
| Бельгия (BEA) | Золотой       | 15 000*   |
| Канада (Music Canada) | 3× Платиновый | 240 000*  |
| Дания (IFPI Danmark) | Золотой       | 45 000    |
| Германия (BVMI) | 3× Золотой    | 450 000   |
| Италия (FIMI) | Платиновый    | 30 000*   |
| Япония (RIAJ) | Золотой       | 100 000*  |
| Мексика (AMPROFON) | Золотой       | 30 000*   |
| Новая Зеландия (RMNZ) | Платиновый    | 15 000*   |
| Испания (PROMUSICAE) | Платиновый    | 40 000*   |
| Швейцария (IFPI Switzerland) | Платиновый    | 30 000^   |
| Великобритания (BPI) | Платиновый    | 600 000*  |
| США (RIAA) | 3× Платиновый | 3,025,000 |
| * Данные о продажах приведены только на основе сертификации. · ^ Данные о тиражах приведены только на основе сертификации. · Данные о продажах + прослушиваниях приведены только на основе сертификации. |               |           |

## История выпусков
| Регион         | Дата            | Формат                   |
| -------------- | --------------- | ------------------------ |
| Весь мир       | 28 июня 2010    | Цифровая дистрибуция     |
| Великобритания | 2 августа 2010  | CD, Цифровая дистрибуция |
| Германия       | 20 августа 2010 | CD                       |